# Perry McCarthy
Perry McCarthy, född 3 mars 1961 i London, är en brittisk racerförare. 

## Racingkarriär
McCarthy tävlade i formel 1 för Andrea Moda Formula säsongen 1992, men han lyckades inte kvalificera sig till något lopp. Han var också Svarte The Stig i bilprogrammet Top Gear, vilket framkom i McCarthys självbiografi Flat Out, Flat Broke. McCarthy är också med i filmen "The Hangover 3"

## F1-karriär
| Säsong | Stall/Tillverkare | Poäng | Placering |
| ------ | ----------------- | ----- | --------- |
| 1992   | Andrea Moda-Judd  | 0     | –         |